# Fußballnationalmannschaft der Vereinigten Arabischen Emirate (U-23-Männer)
Die U-23-Fußballnationalmannschaft der Vereinigten Arabischen Emirate ist eine Auswahlmannschaft emiratischer Fußballspieler. Sie untersteht dem emiratischen Fußballverband UAEFA und repräsentiert diesen international auf U-23-Ebene, etwa in Freundschaftsspielen gegen die Auswahlmannschaften anderer nationaler Verbände, bei U-23-Asienmeisterschaften sowie den Fußballturnieren der Olympischen Sommerspiele und der Asienspiele.
Bisher konnte sich die Mannschaft einmal für das olympische Fußballturnier qualifizieren, kam dabei 2012 aber nicht über die Gruppenphase hinaus. An der U-23-Asienmeisterschaft nahmen die Emiraten zweimal teil und erreichten 2014 und 2016 jeweils das Viertelfinale. Bei den Asienspielen konnte 2010 die Silber- und 2018 die Bronzemedaille gewonnen werden.
Spielberechtigt sind Spieler, die ihr 23. Lebensjahr noch nicht vollendet haben und die emiratische Staatsangehörigkeit besitzen.

## Bilanzen
| Olympische Spiele - 1992 bis 2008: Nicht qualifiziert - 2012: Gruppenphase - 2016: Nicht qualifiziert U-22-/23-Asienmeisterschaften - 2014: Viertelfinale - 2016: Viertelfinale - 2018: Nicht qualifiziert - 2020: Qualifiziert | Asienspiele - 2002: Gruppenphase - 2006: Gruppenphase - 2010: Zweiter - 2014: Viertelfinale - 2018: Dritter |